# Железный крест
Желе́зный крест (нем. Eisernes Kreuz (EK)) — военный орден, учреждённый в 1813 году в королевстве Пруссия и затем вручавшийся в Германской империи и нацистской Германии (до 1945 года). Орден был учреждён Фридрихом Вильгельмом III 10 марта 1813 года как награда военным, отличившимся в освободительной войне против наполеоновской оккупации (в немецкой традиции — составная часть войны шестой коалиции). Орден вручался всем категориям военнослужащих вне зависимости от ранга или сословия. Награждение орденом происходило последовательно от низшей степени к высшей. Награждения орденом возобновлялись во время Франко-прусской, Первой мировой и Второй мировой войн.

## История

### История создания
Эскиз ордена был выполнен собственноручно королём Фридрихом Вильгельмом III, окончательную версию разработал известный немецкий архитектор и художник К. Ф. Шинкель.
Орден был учреждён 10 марта 1813 года в день рождения умершей в возрасте 34 лет королевы Пруссии Луизы Мекленбург-Стрелицкой, вдохновительницы Освободительной войны в Германии.
Форма Железного креста была умышленно выбрана так, чтобы напоминать крест Тевтонского ордена. В противоположность другим наградам, Железный крест намеренно изготавливался без большого количества драгоценных металлов — это было обычное железо в серебряной оправе. Железо, из которого выполнялся орден, должно было отражать дух того времени: Пруссия, собирая средства для финансирования освободительной войны с Наполеоном, выменивала у зажиточных и знатных граждан украшения из драгоценного металла на простые стальные (один из лозунгов: Золото для защиты, железо — для чести (нем. Gold zur Wehr, Eisen zur Ehr)).
Железный крест был первой европейской наградой, которая вручалась вне зависимости от чина, звания или сословия, но только за боевые подвиги, что сильно повысило её популярность.
В нижней части креста всегда указывался год учреждения данной версии ордена (1813, 1870 год, 1914 год или 1939 год). В 1813 году верхний луч креста украшали инициалы короля Фридриха Вильгельма III (FW), в центре ордена находилась дубовая ветвь. В 1871 и 1914 годах в центре находились инициалы соответственно кайзеров Вильгельма I и Вильгельма II, а в верхней части — стилизованная прусская королевская корона. Восстанавливая орден в 1939 году, Адольф Гитлер приказал вместо своих инициалов добавить в центр ордена свастику, чтобы показать, что национал-социалистическое государство является основой этой награды.
Немецкие генерал-фельдмаршалы Блюхер (31 августа 1813 года) и Гинденбург (9 декабря 1916 года) за свои выдающиеся заслуги были награждены особой, специально для них учреждённой степенью ордена. Эта награда представляла собой золотую восьмиконечную звезду с наложенным в центре знаком Большого креста. Так как эти звёзды вручались лишь дважды, они носят собственные имена «Звезда Блюхера» (нем. Blücherstern) и «Звезда Гинденбурга» (нем. Hindenburgstern).
Орден возобновлялся в 1870, 1914 и 1939 годах. С 1819 года он стал государственным символом сначала Пруссии, а затем и Германии.

### Первые награждения
С 1813 по 1918 год существовали 4 степени ордена:
- Железный Крест 2-го класса (нем. Eisernes Kreuz 2. Klasse)
- Железный Крест 1-го класса (нем. Eisernes Kreuz 1. Klasse)
- Большой Крест железного креста (нем. Großkreuz des Eisernen Kreuzes)
- Звезда Большого креста Железного Креста (нем. Stern zum Großkreuz)

Орден вручался на чёрной орденской ленте с белой окантовкой. Тем награждённым, которые получали его не за боевые заслуги, он вручался на белой ленте с чёрной окантовкой.
Большим Крестом награждались только высшие офицеры немецкой армии. В качестве исключения Фридрих Вильгельм III наградил Большим Крестом шведского кронпринца Карла Юхана — бывшего наполеоновского маршала Жана Батиста Бернадота.
В 1813 году для награждения воинских частей русской гвардии, отличившихся в сражении под Кульмом 17 августа 1813 года, королём Пруссии Фридрихом Вильгельмом был учреждён Знак отличия Железного креста. Знаки, специально изготовленные в Пруссии, были розданы личному составу гвардейских частей в апреле 1816 года. Для солдат знаки изготавливались из жести, было выдано 11 120 крестов.
Железный Крест не вручался во время Австро-прусской войны 1866 года, так как она рассматривалась как гражданская.

### Награждения 1870—1871
Во время Франко-прусской войны орден был восстановлен 19 июля 1870 года прусским королём Вильгельмом I.

### Награждения 1914—1918
К началу Первой мировой войны германский император Вильгельм II вновь восстановил орден 5 августа 1914 года. В последующие годы Железный крест вручался так часто, что это отрицательно отразилось на его высоком статусе. Во время Первой мировой войны было вручено около 5 млн Железных крестов 2-й степени и 218 тысяч — 1-й степени. Формально будучи наградой Пруссии, орден фактически превратился в общегерманскую награду, так как император, будучи одновременно королём Пруссии, вручал его не только прусским подданным.
После установления в Германии Веймарской республики было принято решение об упразднении всех прежних орденов (хотя ношение уже вручённых не возбранялось) и отказе от учреждения новых.

### Награждения 1939—1945
К началу Второй мировой войны Адольф Гитлер в последний раз восстановил орден (но уже не как прусскую, а как общегерманскую награду). Железный крест стал толще, на него добавили надпись «1939» на нижнем луче лицевой стороны (на тыльной стороне осталась надпись «1813») и свастику в центре. Была введена рыцарская степень железного креста. Он носился не на традиционной чёрно-белой (цветов прусского флага), а на чёрно-бело-красной (цветов нацистского флага) орденской ленте.
Приказом за № 102 ч. 849 от 10 июня 1940 года были введены 6 степеней ордена:
- Железный крест 2-го класса (нем. Eisernes Kreuz 2. Klasse)
- Железный крест 1-го класса (нем. Eisernes Kreuz 1. Klasse)
- Рыцарский крест железного креста (нем. Ritterkreuz des Eisernen Kreuzes)
- Рыцарский крест железного креста с дубовыми листьями (нем. Ritterkreuz des Eisernen Kreuzes mit Eichenlaub)
- Большой крест железного креста (нем. Großkreuz des Eisernen Kreuzes)
- Звезда Большого креста железного креста или Железный крест с золотыми лучами (нем. Stern zum Großkreuz)

В следующие годы появились новые степени ордена:
- Рыцарский крест железного креста с дубовыми листьями и мечами (нем. Ritterkreuz des Eisernen Kreuzes mit Eichenlaub und Schwerter)
- Рыцарский крест железного креста с дубовыми листьями, мечами и бриллиантами (нем. Ritterkreuz des Eisernen Kreuzes mit Eichenlaub, Schwerter und Brillanten)
- Рыцарский крест железного креста с золотыми дубовыми листьями, мечами и бриллиантами (нем. Ritterkreuz des Eisernen Kreuzes mit goldenem Eichenlaub, Schwerter und Brillanten)

Изначально планировалось, что в конце войны немецкое командование вручит только 12 подобных наград и за рыцарским столом будут сидеть 12 самых лучших воинов. Но в итоге единственным обладателем этой награды стал Ганс Ульрих Рудель.
Для лиц, награждённых орденом в Первой мировой войне и вновь заслуживших орден той же степени, была учреждена пряжка повторного награждения (нем. Wiederholungsspange или нем. Spange „1939“). Пряжка изображала орла, сидящего на свастике, обрамлённой венком из дубовых листьев, ниже — дата — «1939». Пряжка для ордена 2-го класса крепилась на ленте ордена, продетой во вторую сверху прорезь для пуговицы, для ордена 1-го класса — на левом нагрудном кармане, непосредственно над знаком ордена 1-го класса. Различались размером.
Во время Второй мировой войны только в сухопутных войсках было вручено около 2,3 миллиона Железных крестов 2-го класса и 300 тысяч — 1-го класса. Общее количество орденов во Второй мировой войне оценивается в 3 млн Железных крестов 2-го класса (в том числе 49 женщин, из них 19 — официально подтверждено, а также британский двойной агент Хуан Пуйоль Гарсия) и 300 тыс. — 1-го класса (в том числе лётчик-испытатель Ханна Райч и медсестра немецкого Красного креста Эльза Гроссман (официально не подтверждено)). Также Железным крестом были награждены три финских еврея: майор санитарной службы финской армии Лео Скурник (во время отступления спас немецкий полевой госпиталь), капитан Саломон Класс и медсестра из женской военизированной организации Lotta Svärd Дина Полякофф. Все трое евреев отказались принимать немецкие награды.
Большой крест Железного креста во Второй мировой войне был вручён только один раз — 19 июля 1940 года главе Люфтваффе рейхсмаршалу Герману Герингу. 23 апреля 1945 года награда была отозвана, после того как Адольф Гитлер решил, что он был предан Герингом.
Армия США захватила в Австрии в конце войны образцы ещё одной степени — в виде Звезды Большого креста, аналогичной Blücherstern, однако этот орден никогда не вручался.

## Рыцарские железные кресты
Орденом высшей степени — с золотыми дубовыми листьями, мечами и бриллиантами (на иллюстрации отсутствует) — был награждён только один человек: пилот Люфтваффе Ханс Ульрих Рудель (нем. Hans Ulrich Rudel), известный тем, что ему удалось фатально повредить линкор «Марат» и подбить несколько сотен советских танков.

## Описание

### Железный крест 1813 года
- Большой крест железного креста

Знак ордена носился на шее
- Железный крест 1-го класса

Знак ордена крепился с левой стороны груди на закрутке, заколке или пришивных петлях.
- Размеры знака ордена — от 39,5 мм × 39,5 мм до 43 мм × 43 мм
- Железный крест 2-го класса

Знак ордена носился на ленте
- Размеры знака ордена — 40,5 мм × 40,5 мм
- Ширина ленты

### Железный крест 1870 года
- Большой крест железного креста

Знак ордена носился на шее
- Железный крест 1-го класса

Знак ордена крепился с левой стороны груди на закрутке или заколке
- Размеры знака ордена
- Железный крест 2-го класса

Знак ордена носился на ленте
- Размеры знака ордена
- Ширина ленты 30 мм

### Железный крест 1914 года
- Большой крест железного креста

Знак ордена носился на шее
- Железный крест 1-го класса

Знак ордена крепился с левой стороны груди на закрутке или заколке
- Размеры знака ордена 38-39 мм на 39 мм.
- Железный крест 2-го класса

Знак ордена носился на ленте
- Размеры знака ордена
- Ширина ленты

### Железный крест 1939 года
Награда, учреждённая в 1939 году, подразделялась на несколько вариантов, отличавшихся друг от друга оформлением и степенью содеянных для рейха заслуг, за которые награда вручалась.
В 1941 году по приказу Адольфа Гитлера был утверждён Золотой Большой крест. Это разновидность Большого креста, разработанная специально для Германа Геринга. Гитлер собирался наградить Геринга на церемонии, посвящённой победе в Битве за Британию, но затем отменил своё решение, поскольку люфтваффе потерпели поражение в этом сражении. Кроме того, из-за неудачи в поддержке 6-й армии воздушными войсками во время Сталинградской битвы и общего ослабления ВВС Германии, Геринг был отстранён от дел. В это же время существование Золотого Большого креста и сама награда были скрыты.
Было изготовлено всего два экземпляра Золотого Большого креста, один из которых был конфискован в июне 1945 года в Берлине. Награда хранилась у Главнокомандующего советской разведки. Ещё один крест был конфискован в 1945 году Британскими Войсками и был продан на аукционе за 2,5 млн фунтов.
- Большой крест Железного креста
- Рыцарский крест Железного креста с золотыми дубовыми листьями, мечами и бриллиантами
- Рыцарский крест Железного креста с дубовыми листьями, мечами и бриллиантами
- Рыцарский крест Железного креста с дубовыми листьями и мечами
- Рыцарский крест Железного креста с дубовыми листьями
- Рыцарский крест Железного креста
- Железный крест 1-го класса
- Железный крест 2-го класса

## Положение ордена после Второй мировой войны
Согласно п. 1.1 § 6 закона Германии о порядке награждения орденами и о порядке ношения от 26 июля 1957 года (нем. Gesetz über Titel, Orden und Ehrenzeichen), допустимо ношение Железного креста, полученного во Второй мировой войне, но только без свастики и только при наличии свидетельства о награждении. Ветеранам было также дозволено заказывать денацифицированные ордена, на которых свастика заменена дубовой ветвью (по образцу Железных крестов 1813 года). Согласно п. 2 § 6 того же закона, недопустимо ношение, продажа или иное использование орденов, имеющих нацистские эмблемы.
Функцию Железного креста, как высшей награды в Бундесвере, стал выполнять «Почётный крест Бундесвера за храбрость» (нем. Ehrenkreuz der Bundeswehr für Tapferkeit), с дизайном основанным на «Ордене Короны» (Пруссия). Однако по практике и форме награждения это крест ближе к кресту «За военные заслуги». Существует высшая степень данной награды Бундесвера — «Почётный знак Вооруженных сил Германии» (нем. Ehrenzeichen der Bundeswehr).
В 2008 году начался сбор подписей за возрождение Железного креста, что оправдывалось расширением участия Бундесвера в миротворческих операциях за рубежом, и военными традициями Германии со времён Наполеоновских войн, однако поддержки это начинание не встретило.

## Знаки ордена

### Выпуск 1813
- Знак отличия Железного креста

- Солдатский Кульмский крест 1-го класса

### Выпуск 1939
- Пряжка повторного награждения к Железному кресту 1-го класса